# Schwabe Verlagsgruppe
Die Schwabe Verlagsgruppe ist ein Medienunternehmen mit Sitz in Basel. Die Gesellschaft führt in ununterbrochener Rechtsnachfolge die verlegerische Tätigkeit der 1488 von Johannes Petri gegründeten Petrinischen Offizin und ihrer Nachfolgeunternehmungen fort.
Der Schwabe Verlag ist das älteste noch existierende Verlagshaus der Welt.
Zur Gruppe gehören neben dem Schwabe Verlag, der Sachbuchverlag NZZ Libro und der Zytglogge Verlag.